# Natasha Ruddock
Natasha Ruddock (ur. 1989 w Saint Thomas) – jamajska lekkoatletka specjalizująca się w biegu na 100 metrów przez płotki.

## Osiągnięcia
- srebrny medal mistrzostw świata juniorów młodszych (Marrakesz 2005)

## Rekordy życiowe
- bieg na 100 m przez płotki – 12,87 (2010)
- bieg na 55 m przez płotki (hala) – 7,66 (2009)
- bieg na 60 m przez płotki (hala) – 8,06 (2010)